# Carrier Air Wing Two
Carrier Air Wing Two (CVW-2) ist ein Flugzeug-Geschwader der United States Navy, das, mit Stand Mai 2024, auf dem Flugzeugträger Carl Vinson stationiert ist. Dieses Geschwader hat zusammen rund 2.500 Männer und Frauen, Offiziere und Mannschaftsdienstgrade. Es umfasst rund 75 Flugzeuge und Hubschrauber, von Jagdbombern bis hin zur Transportmaschine.

## Geschichte

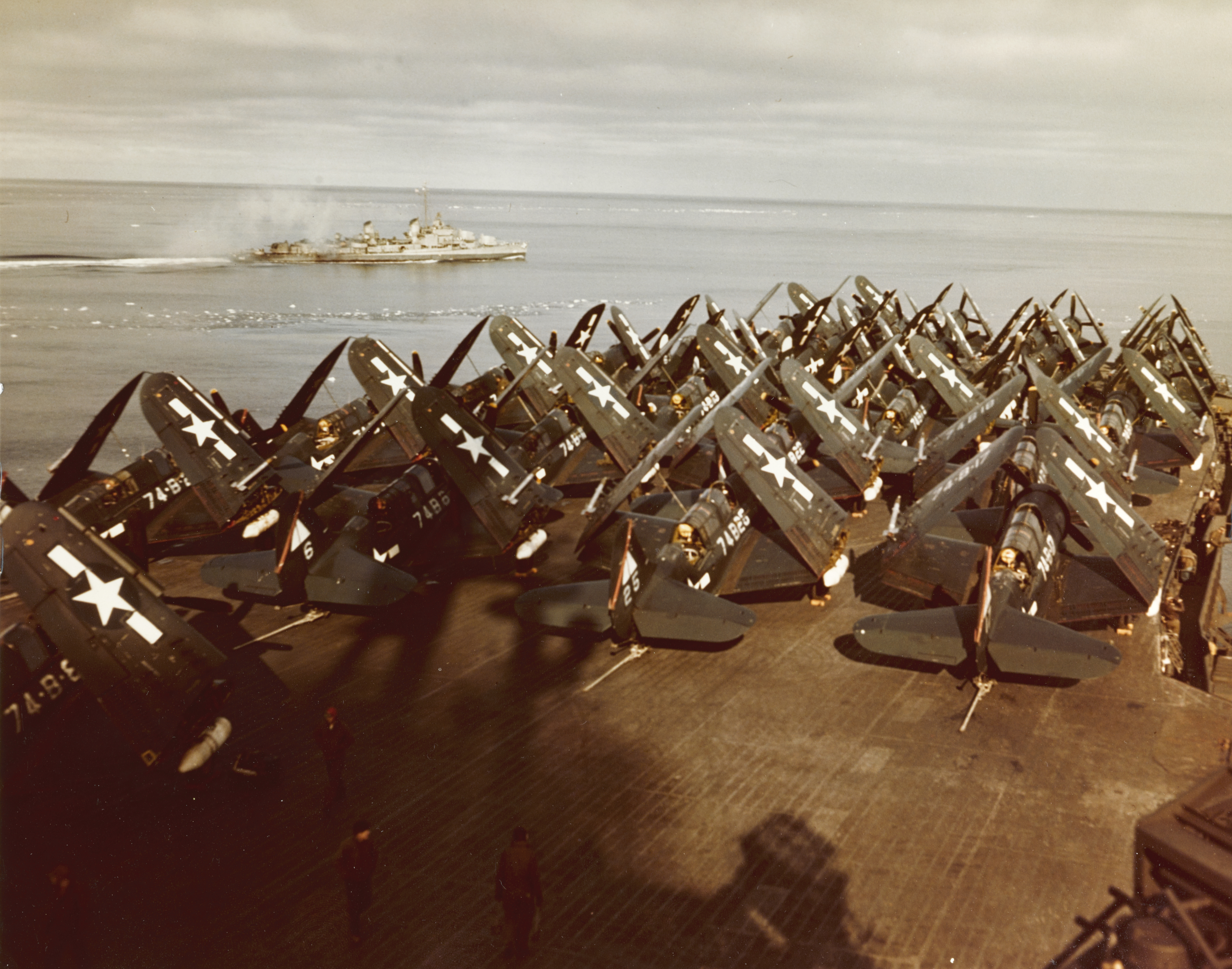
CVBG-74 1946 in der Arktis auf der Midway

Das spätere CVW-2 wurde am 1. Mai 1945 als CVBG-74 gegründet. Es bestand aus den Staffeln VF-74 und VBF-74 mit 96 F4U-4 Corsair und einigen F6F-5N Hellcat-Nachtjägern sowie VB-74 und VT-74 mit 46 SB2C-4E und -5 Helldiver. Es wurde im Oktober 1945 auf dem einen Monat früher in Dienst gestellten Flugzeugträger Midway stationiert. Vom November 1945 bis Februar 1946 war der Träger zur Erprobung in der Karibik. Die erste Einsatzfahrt führte im März 1946 in die Arktis (Operation Frostbite). Das Geschwader blieb bis 1949 auf der Midway stationiert, wurde jedoch am 15. November 1946 in CVBG-1 umbenannt. Die erste reguläre Einsatzfahrt erfolgte 1947/48 ins Mittelmeer. Am 1. September 1948 erfolgte eine weitere Umbenennung in CVG-2. 1949 machte das Geschwader eine weitere Einsatzfahrt ins Mittelmeer, diesmal auf der Coral Sea.

### Korea
1950 wechselte das Geschwader zur Pazifikflotte und wurde bei vier Einsatzfahrten auf den Trägern Boxer (1950 und 1952), Valley Forge (1950/51) und Philippine Sea (1951) im Koreakrieg eingesetzt. 1952 wurde unter anderem die Staffel GMU-90 (Guided Missile Unit) von der Boxer aus eingesetzt. GMU-90 war mit F6F-5K Hellcat ausgerüstet, die als Drohnen umgerüstet worden waren, an die man eine 454-kg-Bombe gehängt hatte. Von AD-2D Skyraider Kontrollflugzeugen gelenkt wurden sechs Hellcats zwischen dem 28. August und dem 2. September 1952 gegen Ziele in Nordkorea eingesetzt. Ein Ziel wurde getroffen, vier wurden verfehlt und eine Mission musste abgebrochen werden. Bei der gleichen Einsatzfahrt kam es am 6. August zur Explosion einer F9F Panther. In der Folge starben neun Besatzungsmitglieder und zwölf Flugzeuge wurden zerstört.

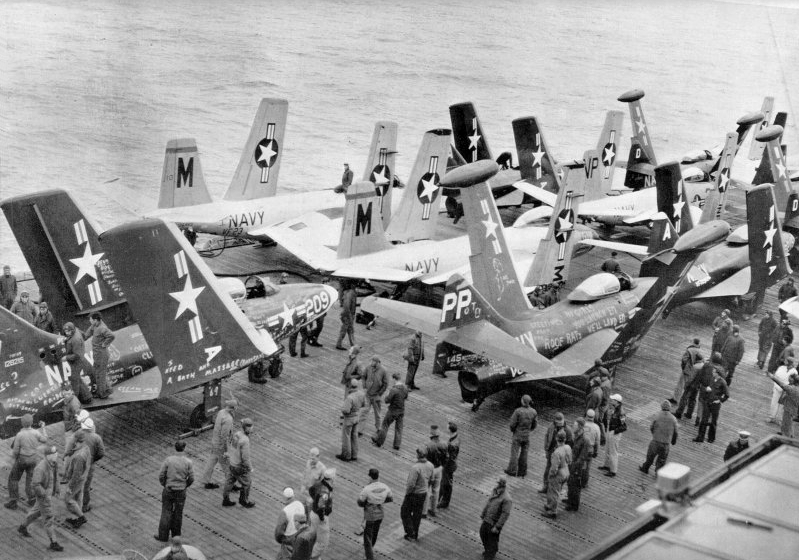
ATG-2 1953 auf der Essex

Zwischen 1953 und 1957 machte CVG-2 drei Einsatzfahrten in den Westpazifik auf den Flugzeugträgern Yorktown, Essex und Shangri-La. 1958 bis 1965 war das Geschwader wieder auf der Midway stationiert. Am 20. Dezember 1963 CVG-2 in Carrier Air Wing Two (CVW-2) umbenannt.

### Vietnam
Der letzte Einsatz auf der Midway war gleichzeitig der erste Einsatz im Vietnamkrieg. Während dieses Einsatzes konnten am 17. Juni 1965 F-4B Phantom der Jagdstaffel VF-21 Freelancers drei MiG-17 abschießen. Eine weitere MiG-17 wurde drei Tage später von zwei A-1H Skyraider der Angriffsstaffel VA-25 Fist of the Fleet abgeschossen. Als die Midway 1966 in die Werft ging, machte CVW-2 eine Einsatzfahrt nach Vietnam auf der Coral Sea, bis es von 1967 bis 1982 für zehn Einsatzfahrten auf der Ranger stationiert wurde. Die Hälfte dieser Einsätze waren Kampfeinsätze in Vietnam. 1967 war CVW-2 das erste Geschwader, das die Vought A-7 Corsair II im Vietnamkrieg einsetzte. 1968 wurde die Ranger rund 30 Tage in der japanischen See eingesetzt, um Gegenmaßnahmen als Reaktion auf die Beschlagnahmung des Aufklärungsschiffs Pueblo gegen Nordkorea durchzuführen. Während der letzten Stationierung auf der Yankee Station im Jahr 1972 setzte die Jagdstaffel VF-154 Black Knights lasergesteuerte Bomben gegen Brücken in Vietnam ein.
Ende Mai 1976 konnte die Staffel HS-4 Black Knights zusammen mit den Teilstaffeln der Staffel HC-3 auf den Versorgungsschiffen Camden, Mars und White Plains ca. 1.900 Menschen aus überschwemmten Gebieten auf den Philippinen retten. 1984 war CVW-2 für eine Einsatzperiode auf der Kitty Hawk stationiert, um zwischen 1986 und 1993 nochmals für sechs Fahrten auf der Ranger eingesetzt zu werden, bis diese außer Dienst gestellt wurde. Ab 1986 tauschte CVW-2 die beiden mit A-7E Corsair ausgerüsteten Angriffsstaffeln gegen eine mit A-6E Intruder. Da auch die F-14 Tomcat, die EA-6B Prowler und die E-2C Hawkeye des Geschwaders von der Firma Grumman hergestellt worden waren, nannte man diese „All Gruman Airwing“ (also „Nur-Grumman-Geschwader“). Am 3. August 1989 konnte ein SH-3H Sea King der Staffel HS-14 Chargers 39 vietnamesische Schiffbrüchige retten.

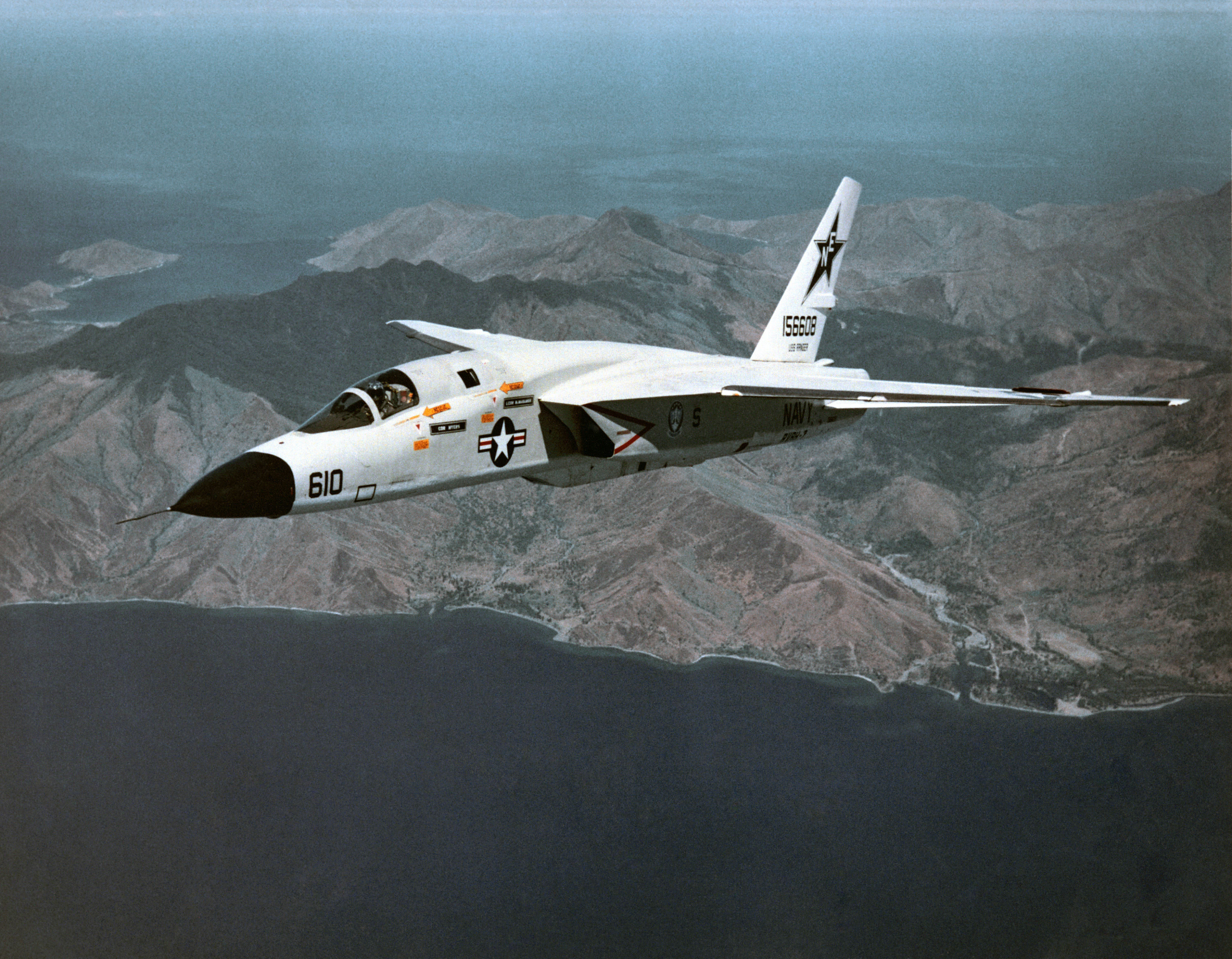
CVW-2 setzte 1979 als letztes Geschwader die RA-5C Vigilante ein

### Naher Osten
Bei der nächsten Einsatzfahrt 1990/91 hingegen wurde CVW-2 bei den Operationen Desert Shield und Desert Storm zur Befreiung Kuwaits eingesetzt. 43 Tage lang flog das Geschwader Einsätze, wobei die A-6E Intruder meistens nachts eingesetzt wurden – 75 % der 10.500 Flugstunden wurden bei Nacht geflogen. Am 6. Februar 1991 konnte eine Tomcat der Jagdstaffel VF-1 Wolfpack einen irakischen Mil Mi-8-Hubschrauber abschießen. Am 1. August 1992 fuhren die Ranger und CVW-2 zu ihrer letzten gemeinsamen Stationierung in den Indischen Ozean, um im Rahmen der Operation Southern Watch die Flugverbots-Zone im Irak durchzusetzen, die die Vereinten Nationen verfügt hatten. Am 3. Dezember wurde das CVW-2 vor die Küste Somalias verlegt, um an der Operation Restore Hope teilzunehmen und um Luftsicherung für die Bodentruppen in Mogadischu zu fliegen. Die Einsatzfahrt endete am 30. Januar 1993.
1993 wechselte CVW-2 bis zu deren Außerdienststellung 2003 auf die Constellation. Neu an Bord kamen die F/A-18C Hornet mit den Staffeln VFA-137 Kestrels, VFA-151 Vigilantes und VMFA-323 Death Rattlers, während die mit Intruder und Tomcat ausgerüsteten Staffeln VA-145 Swordsmen, VA-155 Silver Foxes und VF-1 Wolfpack außer Dienst gestellt wurden. Die erste Fahrt führte das Geschwader von Florida nach San Diego um Kap Hoorn herum. 1994/95 nahm CVW-2 an zahlreichen Übungen teil, so Beachcrest ’94, Nautical Artist, Neon Arrow, Eager Archer und Beacon Flash. Das Geschwader nahm auch an der Operation Southern Watch teil, um die Flugverbotszone über dem Irak durchzusetzen. Bis 2003 folgten weitere fünf Einsatzfahrten in den Indischen Ozean. Hier setzten Kampfflugzeuge des CVW-2 1999 rund 44 t an Kampfmitteln im Rahmen der Operation Southern Watch ein, retteten im Juli 1997 aber auch zwei schiffbrüchige iranische Seeleute. Während der Überfahrt 1999 von San Diego nach Hawaii nahm CVW-2 ebenfalls am Manöver JTFEX teil. Weiterhin wurden während dieser Stationierungen verschiedene Häfen in der Region angelaufen, darunter Pusan, Korea, Yokosuka, Japan, Singapur und Kelang, Malaysia. 2002/03 wurde das Geschwader im Rahmen der Operation Iraqi Freedom eingesetzt. Die Flugzeuge des Geschwaders flogen etwa 1.500 Einsätze und setzten ca. 450 to an Kampfmitteln ein.

### Helo CONOPS-Konzept
Seit 2004 war CVW-2 auf der Abraham Lincoln stationiert. Seitdem ist es auch das erste Geschwader, bei dem das Helo CONOPS (Helicopter Concept of Operations) eingeführt wurde. Künftig wird die wegfallende VS-Staffel mit S-3B Viking durch eine komplette leichte Hubschrauber-U-Jagd-Staffel (HSL) ersetzt. Diese fliegen derzeit noch die SH-60B Seahawk, werden in Zukunft aber auf die neuere Version MH-60R/S umgerüstet.
Am 7. August 2012 beendete die Abraham Lincoln ihre vorerst letzte Einsatzfahrt, bevor sie 2013 ihren etwa vierjährigen Werftaufenthalt begann, bei dem u. a. die Kernbrennstäbe erneuert werden. Nachdem im März 2013 die Budgetstreitigkeiten in den USA nicht gelöst werden konnten, gab es Presseberichte, nach denen CVW-2 im Zuge von Einsparmaßnahmen zur Außerdienststellung im April 2013 vorgesehen wäre. CVW-2 wurde jedoch der Ronald Reagan zugeteilt.

## Aktuelle Zusammensetzung
Seit 1945 gibt es bei der U.S. Navy ein festes System zur Identifizierung von Geschwadern oder Staffeln (Visual Identification System for Naval Aircraft). Anfänglich bestand dies aus geometrischen Mustern auf Tragflächen und Leitwerk. Da diese jedoch schwer zu merken oder zu beschreiben waren, wurden schon im Juni 1945 Buchstaben eingeführt, um die Geschwader zu unterscheiden. CVG-2 wurde der Buchstabe "M" zugewiesen. 1957 wurden die einzelnen Buchstaben durch doppelte ersetzt. Im Allgemeinen haben die Geschwader der Atlantikflotte als ersten Buchstaben ein "A", die der Pazifikflotte ein "N". Das Carrier Air Wing TWO erkennt man an dem Code (Tailcode) NE. Die einzelnen Staffeln des Geschwaders werden in 100er-Schritten durchnummeriert.
CAG Birds sind formal dem kommandierenden Offizier (Commander Air Group, CAG) zugeordnet und tragen eine auf "00" endende taktische Nummer. Meistens sind diese Flugzeuge auch durch außergewöhnlich farbige Markierungen hervorgehoben, sie werden jedoch nicht von dem CAG geflogen. Jede Staffel (Squadron) eines Trägergeschwaders benennt ein CAG Bird, sodass bis zu neun unterschiedliche CAG Birds auf einem Träger innerhalb eines Air Wing vorhanden sein können.

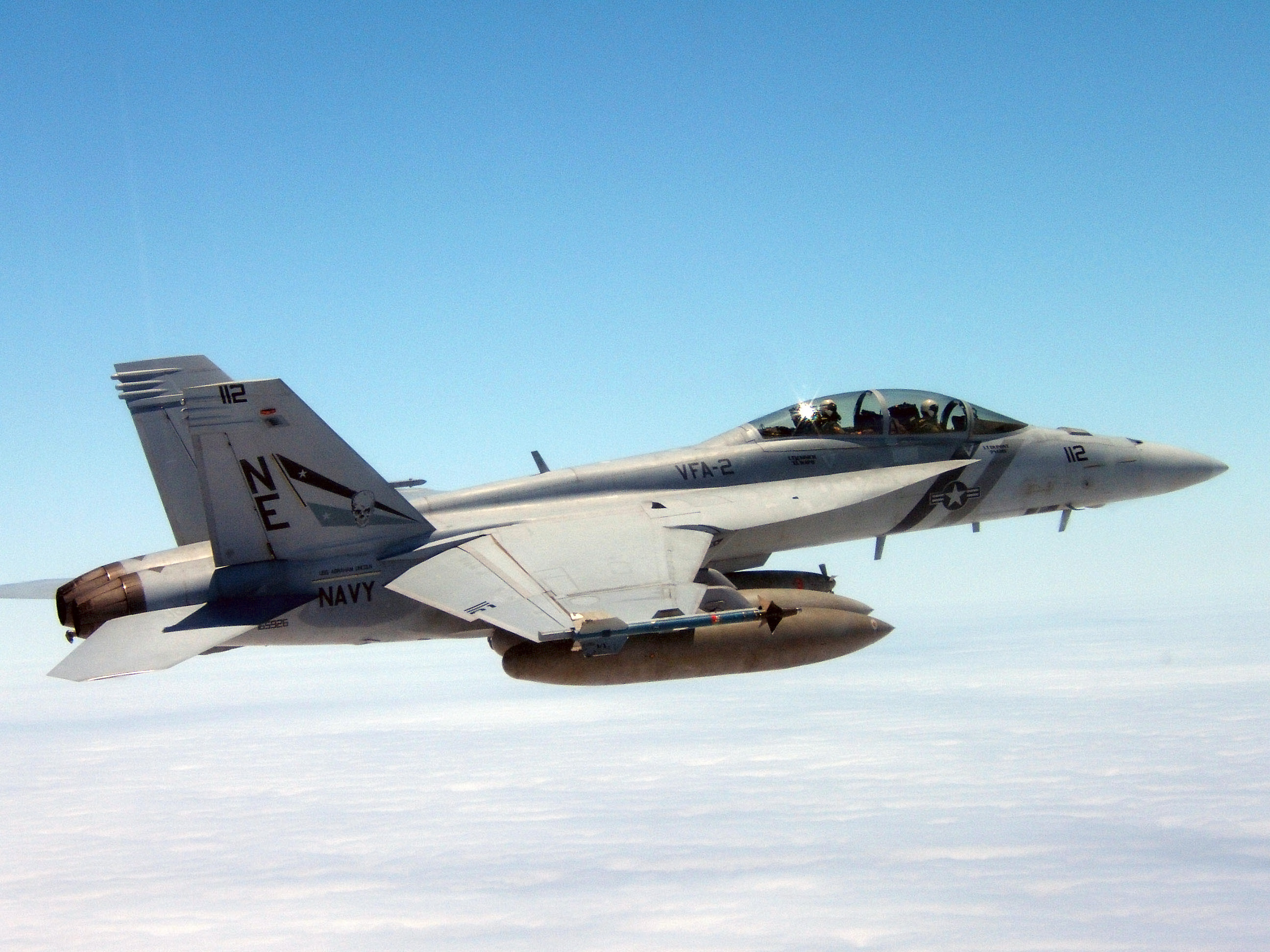
F/A-18F der Staffel VFA-2 des CVW-2 (2004)

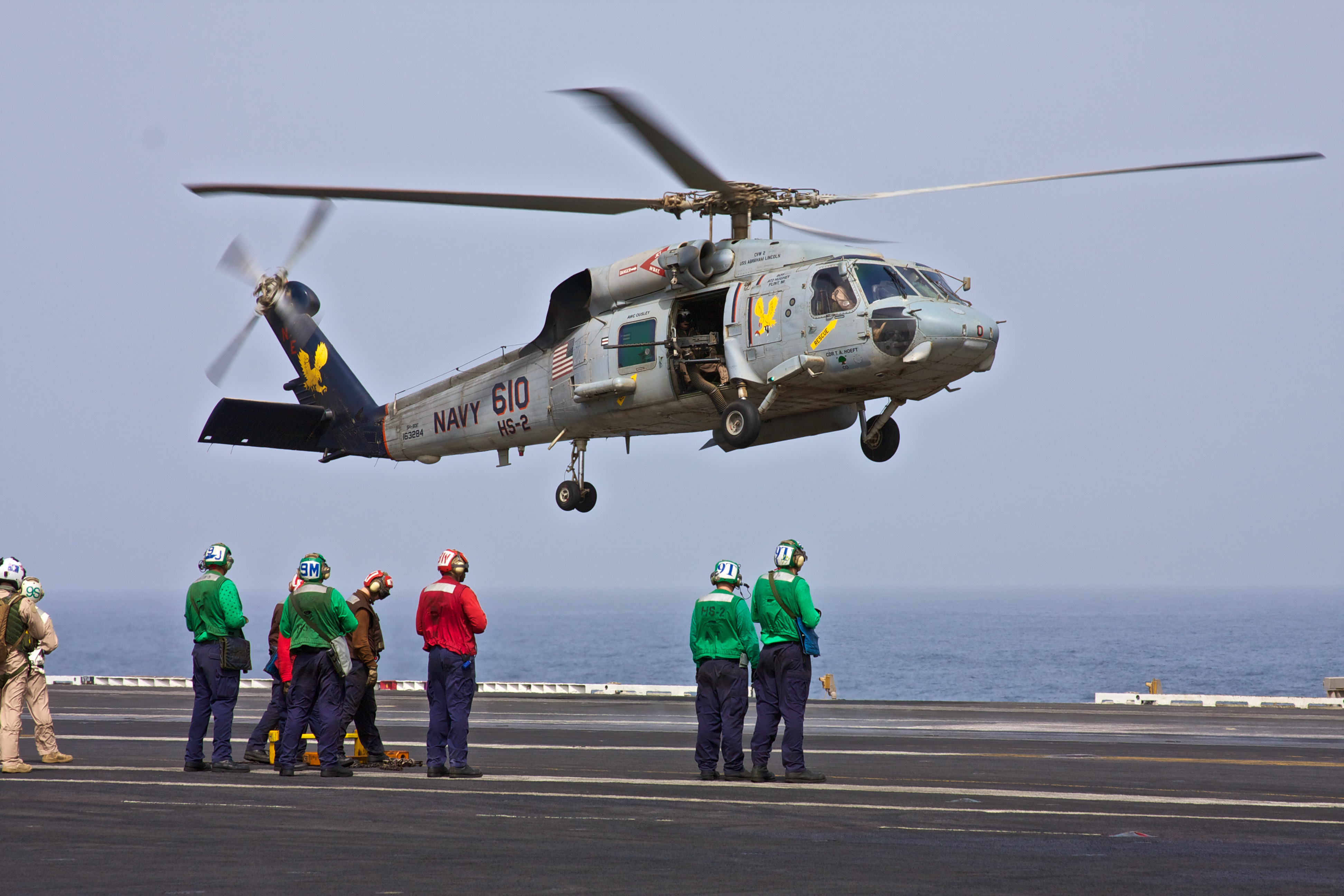
Ein Sikorsky SH-60F Seahawk des HS-2 Golden Falcons setzt zur Landung auf der Abraham Lincoln an (Juli 2008).

Dem Carrier Air Wing Two (CVW-2) gehörten im Mai 2024 folgende Staffeln an:
| Modex       | Staffel | Flugzeugtyp                 | Spitzname       |
| ----------- | ------- | --------------------------- | --------------- |
| ab NE-100   | VFA-2   | Boeing F/A-18F Super Hornet | Bounty Hunters  |
| ab NE-200   | VFA-113 | Boeing F/A-18E Super Hornet | Stingers        |
| ab NE-300   | VFA-192 | Boeing F/A-18E Super Hornet | Golden Dragons  |
| ab NE-400   | VFA-97  | Lockheed Martin F-35C       | Warhawks        |
| ab NE-500   | VAQ-136 | Boeing EA-18G Growler       | Gauntlets       |
| ab NE-600   | VAW-113 | Grumman E-2D Hawkeye        | Black Eagles    |
| ab NE-610   | HSC-4   | Sikorsky MH-60S Seahawk     | Black Knights   |
| ab NE-700   | HSM-78  | Sikorsky MH-60R Seahawk     | Blue Hawks      |
| 3 Flugzeuge | VRM-30  | Bell-Boeing CMV-22B Osprey  | Titans Det. 1   |
| 1 Flugzeug  | VRC-40  | Grumman C-2A Greyhound      | Rawhides Det. 5 |